# 龙潭彝族傣族乡
龙潭彝族傣族乡是中华人民共和国云南省普洱市思茅区下辖的一个民族乡。

## 行政区划
龙潭彝族傣族乡下辖以下村级行政区划单位：
龙潭村、老鲁寨村、平掌寨村、黄草坝村、麻栗坪村和大沙坝村。

## 中国传统村落
2012年，龙潭村南本小组被评为首批“中国传统村落”。